# Hilara plumbea
Hilara plumbea är en tvåvingeart som först beskrevs av Fabricius 1794.  Hilara plumbea ingår i släktet Hilara och familjen dansflugor.
Artens utbredningsområde är Italien. Inga underarter finns listade i Catalogue of Life.